# Broekvelden, Vettenbroek & Polder Stein
Broekvelden, Vettenbroek & Polder Stein is een Natura 2000-gebied (classificatie:Meren en moerassen, nummer 104) in de Nederlandse provincie Zuid-Holland, gemeente Bodegraven-Reeuwijk. Het gebied ligt direct ten oosten van de Reeuwijkse plassen.
Het gebied (de voormalige polder en plas Broekvelden/Vettenbroek en Polder Stein), bestaan naast de plas overwegend uit graslandgebied. De oppervlakte van het gehele Natura 2000-gebied is 711 ha en wordt beheerd door Staatsbosbeheer en particulieren.